# André Brulé (ciclista)
André Brulé (Billancelles , 4 de febrero de 1922-Clamart, Altos del Sena, 3 de marzo de 2015) fue un ciclista francés, que fue profesional entre 1943 y 1961. En su palmarés destaca la victoria en la Vuelta a Marruecos de 1949.

## Palmarés
- 1941
  - 1º en la París-Rouen
- 1941
  - 1º en el GP Pneumatique
- 1949
  - 1º en la Vuelta a Marruecos y vencedor de una etapa
  - Vencedor de una etapa en la Tour de Luxemburgo
  - Vencedor de una etapa a la Vuelta a Suiza
- 1950
  - Vencedor de una etapa en la Vuelta a Marruecos

### Resultados en el Tour de Francia
- 1948.  12º de la clasificación general
- 1949. 23º de la clasificación general
- 1950.  14º de la clasificación general

### Resultados en el Giro de Italia
- 1950. 33º de la clasificación general